# Strikkegarn
Strikkegarn er lange tråde, der er spundet af for eksempel uld, silke, bomuld eller syntetiske fibre.
Garn har forskellige tykkelser, og tykkelsen samt typen af garn er  afgørende for, hvordan det færdige strikkede tekstil fremstår. Et  almindeligt råd er at benytte garn med ca. samme tykkelse, som de pinde  man bruger, men det er ikke afgørende for om strikningen kan foretages.  Det kan dog være vanskeligt at strikke af meget tykt garn på tynde pinde  og omvendt. Ved at strikke af meget tykt garn på tynde pinde opnås et  meget tæt og fast tekstil, mens man af tyndt garn på tykke pinde får et  let og meget luftigt materiale.
Der vil ofte stå på garnet, hvilken størrelse pind, det anbefales at bruge.
| Håndværk | Spire Denne artikel om håndværk eller håndarbejde er en spire som bør udbygges. Du er velkommen til at hjælpe Wikipedia ved at udvide den. |